# Batalla de Cotyaeum
La Batalla de Cotyaeum (Kütahya moderna) de 492 d. C. fue un enfrentamiento importante es la Guerra isáurica librada en Frigia Epicteto entre el ejército rebelde isaurio liderado por Longino de Cardala (otros comandantes incluyeron a Conon Fusciano, un ex-obispo y Longino de Selino y el ejército romano oriental del emperador Anastasio I dirigido por Juan el Escita y Juan el Jorobado (los comandantes subordinados incluían al futuro emperador Justino I).
Las fuerzas rebeldes fueron derrotadas decisivamente y se vieron obligadas a retirarse a sus fortalezas en Isauria, donde las fuerzas imperiales bizantinas las desvanecieron lentamente durante los siguientes siete años.
En 2015, se encontró una fosa común que contenía alrededor de sesenta esqueletos en Kütahya, que se cree que data de la época romana. Se están investigando si estos esqueletos son víctimas de la Guerra isáurica o de la Batalla de Cotyaeum.